# Geografía de Granada (país)

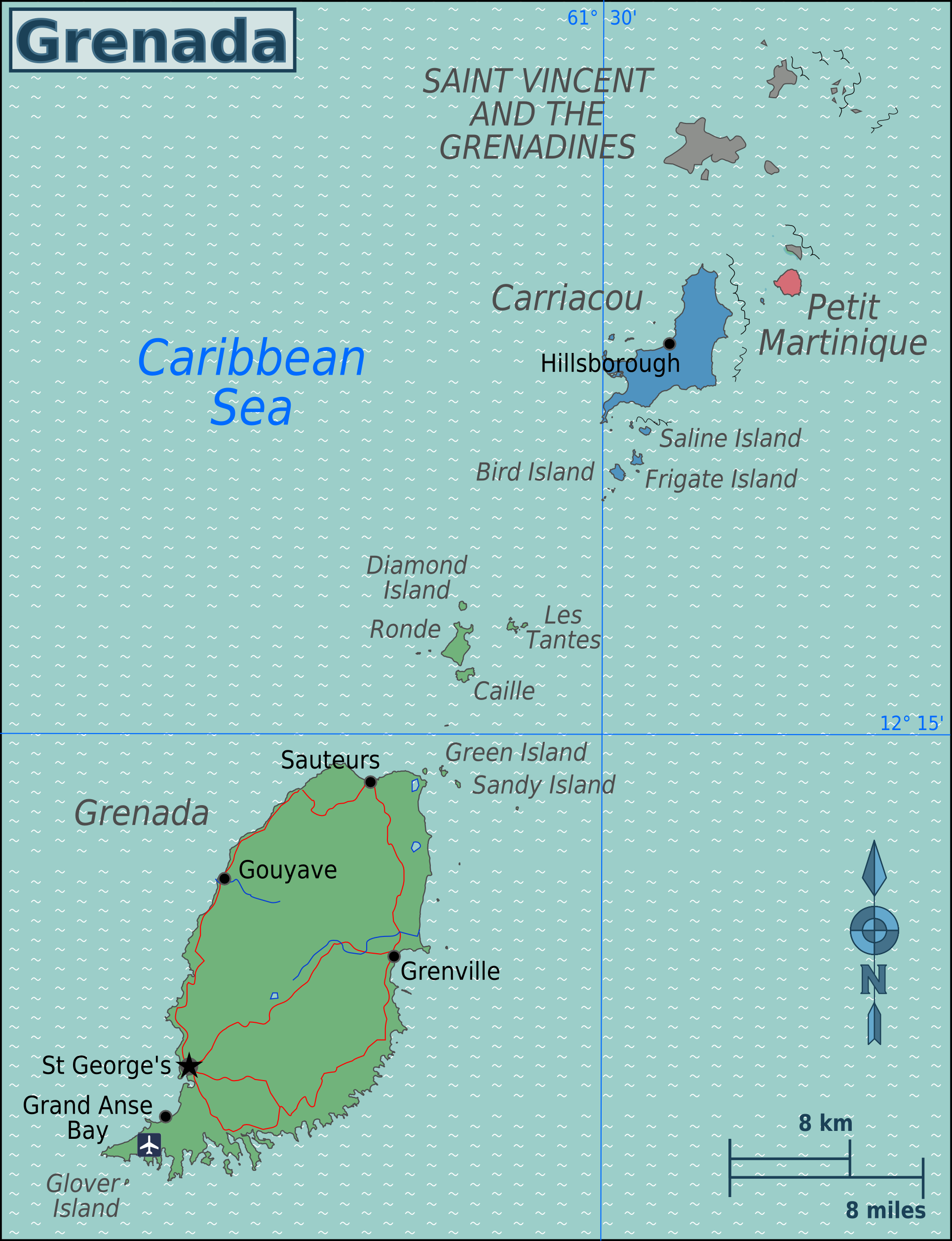
Mapa de Granada (en inglés).

Granada es una isla caribeña de 306 km² que junto con las Granadinas meridionales forman el estado de Granada.

## Ubicación
Se encuentra entre el mar Caribe y el océano Atlántico, al norte de Trinidad y Tobago. Su posición es 12º07 N y 61º40 O. 

## Geografía
La costa tiene una longitud de 121 km.
El terreno es de origen volcánico y montañoso en el interior. El punto de menos altitud es el nivel del mar, y el punto más alto el Monte Saint Catherine con {{esd|840 m s. n. m.
No hay ninguna masa de agua interior de relevancia en la isla.

## Clima
El clima de Granada es tropical, suavizado por los vientos alisios provenientes del noreste. 

## Recursos
Los recursos naturales más importantes son la leña, frutas tropicales, nuez moscada y sus bahías de aguas profundas.

## Área
| Número | Isla                  | Área      |
| ------ | --------------------- | --------- |
| 1      | Isla Granada          | 306 km²   |
| 2      | Cariacou              | 34 km²    |
| 3      | Isla Ronde            | 2,70km²   |
| 4      | Petit Martinique      | 2,37 km²  |
| 5      | Otras islas e islotes | 3,43 km²  |
| 6      | TOTAL                 | 348,5 km² |

## Límites marítimos
Zona exclusiva de explotación económica:
200 millas náuticas

Territorio marítimo:
12 millas náuticas

## Uso del terreno
Tierra cultivable:

15 %

Cultivos permanentes:

18 %

Pastos permanentes:

3 %

Bosques:

9 %

Otros:

55 % (1993)

## Peligros naturales
Está en el borde de un cinturón de huracanes; la temporada de huracanes dura de junio hasta noviembre.
- Datos: Q2984752
- Multimedia: Geography of Grenada / Q2984752